# Sint Annapolder (Terneuzen)
De Sint Annapolder is een polder en stadswijk in Terneuzen. De polder behoort tot de Polders tussen Axel, Terneuzen en Hoek, in de Nederlandse provincie Zeeland. 
De polder werd ingedijkt in 1638 en meet 38 ha. Ze ligt ten westen van de Otheense Kreek en het noordelijk deel ervan is ingenomen door de bebouwing van de stad Terneuzen. Hier ligt ook de stadswijk Sint Anna.